# Karvalyposzáta
A karvalyposzáta (Curruca nisoria) a madarak osztályának verébalakúak (Passeriformes) rendjébe és az óvilági poszátafélék (Sylviidae) családjába tartozó faj.

## Rendszerezés
Besorolása vitatott, egyes rendszerezők szerint a Sylvia nembe tartozik Sylvia nisoria néven.

## Előfordulása
Európában és Ázsia keleti részén él. Ősszel Afrikába vonul. Ártéri erdőkben, bokrok között található.

## Alfajai
- Curruca nisoria merzbacheri
- Curruca nisoria nisoria

## Megjelenése
Hossza 15–16 centiméter, szárnyfesztávolsága 23–27 centiméter, testtömege pedig 22–28 gramm. A felső része sötétbarna, hasi része világosbarna.

## Életmódja
Hernyókat, lepkéket, levéltetveket, bogarakat és pókokat zsákmányol.

## Szaporodása

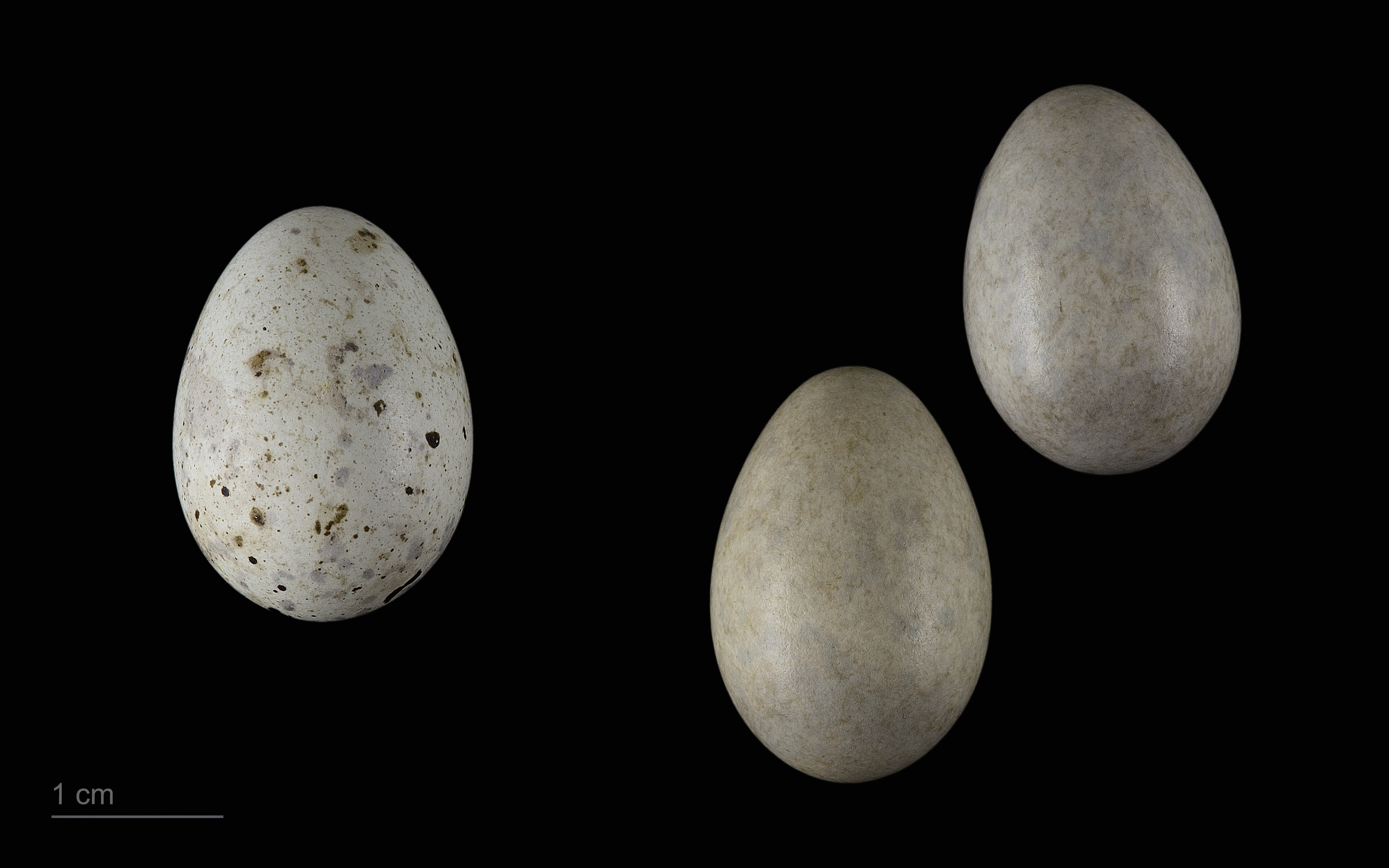
Cuculus canorus canorus + Sylvia nisoria

Bokrok közé, a gazba rejti gyökerekből, fűszálakból és tollpihékből készített fészkét. Fészekalja 5 tojásból áll, melyen 12-15 napig kotlik. A fiókák még 10-14 napig a fészekben tartózkodnak.

## Kárpát-medencei előfordulása
Magyarországon rendszeres fészkelő, gyakori fajnak számít.

## Védettsége
Magyarországon védett, természetvédelmi értéke 50  000 Ft.